# 21607 Robel
21607 Robel (1999 GG34) là một tiểu hành tinh vành đai chính được phát hiện ngày 6 tháng 4 năm 1999 bởi Nhóm nghiên cứu tiểu hành tinh gần Trái Đất phòng thí nghiệm Lincoln ở Socorro.